# Suicídio
 (mars 2023).
Si vous disposez d'ouvrages ou d'articles de référence ou si vous connaissez des sites web de qualité traitant du thème abordé ici, merci de compléter l'article en donnant les références utiles à sa vérifiabilité et en les liant à la section « Notes et références ».
Le suicídio (suicide, en portugais) est le nom de deux techniques différentes de capoeira.

## Suicídio (le coup de pied)
Le coup de pied sauté que l'on appelle suicídio est également appelé bênção dupla (litt. "bénédiction double"). Il consiste à frapper le torse du partenaire avec les deux pieds pour le faire tomber quand celui-ci a perdu l'équilibre.

## Suicídio (la prise)
La prise que l'on appelle suicídio est une très ancienne technique déséquilibrante de capoeira qui consiste à introduire une ou deux jambes derrière celles de l'adversaire et de se laisser tomber en avant pour écraser ce dernier, avec de l'élan ou pas. Son nom lui vient du risque qu'il comportait dans le cas où l'adversaire était armé d'un couteau.